# قسم تخت الريفي (مقاطعة بندر عباس)
قسم تخت الريفي (بالفارسية: دهستان تخت) هي منطقة ريفية تقع في إيران في ناحية تخت. يقدر عدد سكانها بـ 6,562 نسمة .